# Ruta de la seda
La ruta de la seda, coneguda per ser la primera ruta mundial de la història, era una xarxa de rutes comercials entre Àsia i Europa que s'estenia per més de 8.000 km des de Chang'an (actualment Xi'an) a la Xina, Antioquia a Síria i Constantinoble (actualment Istanbul, Turquia), a les portes d'Europa. Deu el seu nom a la mercaderia més prestigiosa que hi circulava, la seda, la fabricació de la qual era un secret que només els xinesos coneixien, encara que els romans es van convertir en grans afeccionats després de conèixer el secret abans del començament de l'era cristiana mitjançant els parts: aquests van organitzar-ne llavors el comerç. Molts altres productes transitaven aquestes rutes: pedres i metalls preciosos, teles de llana o de lli, ambre, ivori, laca, espècies, vidre, corall, etc.
L'explorador europeu Marco Polo (que va viure de 1254-1324) va viatjar per aquestes rutes i les va descriure minuciosament a la seva famosa obra, però no se li adjudica haver-li posat nom. A mitjan segle xix, el geòleg alemany Ferdinand von Richthofen va ser el primer a anomenar ruta de la seda la trama de vies de comunicació que van connectar la immensitat de la zona eurasiàtica. Marco Polo, i més endavant Richthofen, parlen dels productes que es transportaven en un sentit i l'altre de la ruta. D'oest a est hi transportaven cavalls, gossos i altres animals, tan exòtics com domèstics, pells d'animals, mel, fruites, teles (com per exemple cortines), or i plata, camells, esclaus i armes i armadures. Per altra banda, d'est a oest hi transportaven seda, te, tintes, pedres precioses, porcellana, espècies, bronze, medicines, perfums, marfil, arròs, paper i pólvora.

## Història

### Època hel·lenística
El primer pas important per a obrir la ruta de la seda entre l'est i l'oest arribava amb l'expansió de l'imperi d'Alexandre el Gran cap a l'Àsia central. El 328 aC, a la boca de la vall de Fergana, al lloc de la moderna Kokand, al Tadjikistan, fundava la ciutat d'Alexandria Escate o 'Alexandria la més llunyana', que es convertiria més tard en un punt essencial de la ruta de la seda pel nord.
El 323 aC, els successors d'Alexandre el Gran, els ptolemeus, prenien el control d'Egipte. Van promoure activament el comerç amb Mesopotàmia, l'Índia, i l'Àfrica oriental mitjançant els seus ports de la mar Roja i per terra. Hi van ajudar un cert nombre de mitjancers, especialment els nabateus i altres pobles àrabs.
Els grecs van romandre a l'Àsia central durant els tres segles següents, primer durant l'administració de l'Imperi selèucida, i després amb l'establiment del Regne grec de Bactriana a Bactriana. Continuaren expandint-se cap a l'est, especialment durant el regnat d'Eutidem I (230-200 aC), que estenia el seu control des d'Alexandria Escate fins a Sogdiana. Hi ha indicis que podia haver encapçalat unes expedicions al voltant de l'any 200 aC més enllà de Kaixgar, al Turquestan oriental, i que representarien els primers contactes coneguts entre la Xina i Occident. L'historiador grec Estrabó va escriure que «van estendre el seu imperi fins més enllà de Seres (Xina) i el Phryni» (Estrabó XI, XI, I).

### Primeres incursions xineses a l'Àsia central
Les relacions sino-romanes començaven primer de manera indirecta durant el segle ii aC. Progressivament, la Xina i Roma s'anaven acostant amb les missions de Zhang Qian del 130 aC i les expedicions militars xineses a l'Àsia central, fins a l'intent del general Chao d'enviar un emissari a Roma al voltant de l'any 100 aC. Diverses missions romanes a la Xina eren enregistrades pels antics historiadors xinesos. La primera oficialment enregistrada fou la de l'emperador romà Antoní Pius i, posteriorment, la de l'emperador Marc Aureli, el 166.
L'emperador xinès Wu Di va veure interessant el desenvolupament de relacions comercials amb les civilitzacions urbanes sofisticades de Fergana, Bactriana i Pàrtia. Als xinesos, els atreien sobretot els cavalls alts i potents de la possessió del Dayuan (anomenats cavalls celestials), que estaven sent decisius en les lluites contra el poble nòmada xiongnu. És per aquest motiu que els xinesos envien fins a deu missions per any a aquests països, arribant fins a la Síria selèucida. El 104 aC esclatà la Guerra dels Cavalls Celestials.
En algunes d'aquestes campanyes per l'Àsia central, els xinesos es varen haver d'enfrontar amb tropes legionàries romanes (probablement, capturats o reclutats com a mercenaris per xiognu), especialment en la Batalla de Sogdiana del 36 aC. Es creu que la ballesta xinesa es transmeté al món romà en aquests enfrontaments, encara que els gastraphetes grecs podrien ser-ne un origen alternatiu.
L'historiador romà Florus també descriu la visita de nombroses campanyes xineses en temps de l'emperador romà August, entre el 27 i el 14 aC.
Per tant, la ruta de la seda es traçava essencialment al segle i aC, després d'aquests esforços de la Xina per consolidar una ruta al món occidental i l'Índia, ambdues mitjançant assentaments directes a l'àrea de la conca del Tarim i establint relacions diplomàtiques amb els països de Fergana, Bactriana i Parthia.
Probablement, al segle i, també es va utilitzar una ruta marítima que partia de Jiaozhi, controlada per la Xina i l'actual Vietnam i que s'estenia, pels ports de les costes de l'Índia i Sri Lanka, fins a Egipte i els territoris nabateus a la costa del nord-est de la mar Roja controlats pels romans.
El 97, Ban Chao travessava amb un exèrcit de 70.000 soldats el Tian Shan, a les muntanyes del Pamir, per una part del trajecte de la ruta de la seda, en una campanya contra els insurgents xiongnus que estaven assetjant la ruta comercial. Travessant els dominis de Parthia, va arribar fins a la Ucraïna actual tot seguint les tribus xiongnus que fugien cap Europa. D'aquesta manera, les noves tecnologies en arc compost feien la seva aparició a Occident.
Finalment, els xiongnus, amb els pas del temps, es reagruparien i foren coneguts com a huns a Occident. Constatant que els xiongnus ja no suposaven una amenaça per l'Imperi Han, Ban Chao tornava enrere cap a l'est i es dirigia a les costes de la mar Càspia, des d'on enviaria un ambaixador anomenat Gan Ying a Daqin (Roma). Gan Ying detallaria una relació dels països occidentals, tot i que probablement no passaria de la mar Negra abans de retornar.
L'exèrcit xinès feia una aliança amb el partians i establia alguns forts a una distància d'uns quants dies de marxa de la capital Ctesifont, al voltant de 30 km al sud de Bagdad, amb la intenció de romandre-hi durant uns quants anys. El 116, l'emperador romà Trajà va avançar fins a Ctesifont, passant molt a la vora d'aquestes guarnicions xineses, però no s'hi coneixen detalls de cap contacte.

### L'Imperi romà
Poc després de la conquesta romana d'Egipte el 30 aC, les comunicacions regulars i el comerç entre l'Índia, el sud-est asiàtic, Sri Lanka, la Xina, l'Orient Mitjà, l'Àfrica i Europa florien en una escala sense precedents.
El grup de Maës Titianus foren els viatgers que penetraren més a l'est al llarg de la ruta de la seda des del món mediterrani, probablement amb el propòsit de fer contactes que regularitzessin i reduïssin el paper dels intermediaris, durant un dels respirs de les guerres intermitents entre Roma i Parthia, que repetidament obstruïen els desplaçaments per la ruta. Les rutes terrestres i marítimes s'enllaçaven les unes amb les altres, i els productes nous, les tecnologies i les idees es començaven a estendre a través dels continents d'Europa, Àsia i l'Àfrica. El comerç i les comunicacions intercontinentals començaven a ser regulars, organitzats i protegits pels grans imperis. Un dels motius de la creixent intensitat d'aquest comerç fou a causa de l'interès de la moda romana per la seda xinesa, tot i que els romans pensaven que la seda s'obtenia d'arbres. Aquesta creença era afirmada per Sèneca en el seu Hippolytus i per Virgili en el seu Geòrgiques. Especialment Plini el Vell, que, parlant del cuc de seda, escrivia en les Històries naturals: «Teixeixin teranyines, com aranyes, que es converteixen en un material de roba luxós per a dones, anomenat seda.»
El senat publicava, en va, uns quants edictes per prohibir els vestits de seda, ja que la importació de seda xinesa provocava una sortida enorme d'or, i es considerava que la roba de seda era decadent i immoral.
Hou Hanshu descriu que el primer enviat romà va arribar a la Xina seguint la ruta marítima, el 166, iniciant una sèrie d'ambaixades romanes a la Xina.

### Edat mitjana
Els principals comerciants durant l'antiguitat foren els indis i els bactrians, i des del segle v fins al viii els sogdians i els perses.
La unificació de l'Àsia central i el nord de l'Índia dins de l'Imperi Kushan des del segle i al iii, reforçava el paper dels potents comerciants de Bactriana i Tàxila. Aquests fets van promoure la interacció multicultural del món grecoromà, la Xina i l'Índia, com queda palès al jaciment arqueològic de Begram.
L'auge de la ruta de la seda es correspon al període de l'Imperi Romà d'Orient pel que fa al seu extrem occidental, del període de l'Imperi Sassànida al període de il-kanat en la secció entre els rius Nil i Amudarià, i del període dels Tres Regnes fins a la dinastia Yuan a la zona del seu extrem oriental. El comerç entre l'est i l'oest també es va desenvolupar pel mar, entre Alexandria i Egipte i Guangzhou a la Xina, promogut per l'expansió de centres de comerç romans a l'Índia. Els historiadors també parlen d'una «ruta de la porcellana» o «ruta de la seda» a l'altre costat de l'oceà Índic.
Després de la circumnavegació d'Àfrica pels portuguesos, s'abandonen gradualment les rutes terrestres a favor de les marítimes i comença d'una llarga decadència d'aquestes rutes.
La ruta de la seda va representar un primer fenomen d'integració política i cultural gràcies al comerç interregional, posant en contacte grups tan diversos com els magiars, els armenis i els xinesos. La ruta representava una dinàmica d'integració i la transmissió dels canvis entre les diferents societats, que van contribuir al desenvolupament cultural de les tribus sovint bàrbars del llarg de la ruta. També generava riquesa al seu pas; si no era amb el comerç ho era amb els robatoris. Això va ajudar que antigues tribus de bàrbars es convertissin en guerrers especialitzats capaços de conquerir ciutats riques i terres fèrtils, i forjar forts imperis militars.

### Edat contemporània
Des del 2011 Xina ha tractat de reviure la Ruta de la Seda fent invertint grans quantitats de diners a Europa. Aquest projecte és la iniciativa «Un cinturó, Un camí». La Iniciativa del Cinturó i Ruta de la Seda o Belt and Road Initiative (BRI), també One Belt, One Road (OBOR) i Nova Ruta de la Seda (NRS), és el nom amb què es coneix el projecte politicoeconòmic del president de la República Popular de la Xina, Xi Jinping, que proposà el setembre del 2013 en els seus respectius viatges a Rússia, Kazakhstan i Belarús. Sota el pretext que «fa més de dos mil·lennis, les persones diligents i valents d'Euràsia varen explorar i obrir noves vies d'intercanvi comercial i cultural que unien les principals civilitzacions d'Àsia, Europa i Àfrica, col·lectivament anomenades ruta de la seda per generacions posteriors», el projecte vol connectar Europa, Àsia del Sud-Oriental, l'Àsia central i l'Orient Mitjà, mitjançant el model econòmic i, implícitament, polític xinès.

## La transmissió de l'art a través de la Ruta de la Seda
Moltes influències artístiques es van expandir gràcies als camins de la Ruta de la Seda, sobretot a través d'Àsia Central on van conviure influències hel·lèniques, iranís, índies i xineses (via terrestre). Tot i que també es podien produir intercanvis a través de les rutes marítimes, de manera que el comerç va ser la principal font d'intercanvi i difusió de les influències artístiques.

### Inicis del budisme, Ruta del cotó i monestirs excavats a la roca
Les coves budistes van sorgir a través de la plana Dècan índia entre els segles i i vii. A finals del segle v a la regió d'Ajanta es va revitalitzar el budisme de manera que es van fer excavacions i renovacions a les coves existents a Ajanta, Aurangabad, Pitalkhora, Ghatotkacha i Banoti. Aquestes localitzacions tenien un contacte directe amb els itineraris comercials que unien l'altiplà Dècan on s'hi cultivava cotó i les ciutats d'Ujjain al nord, i els ports de Sopara, Kalyan i Baruch a la costa.

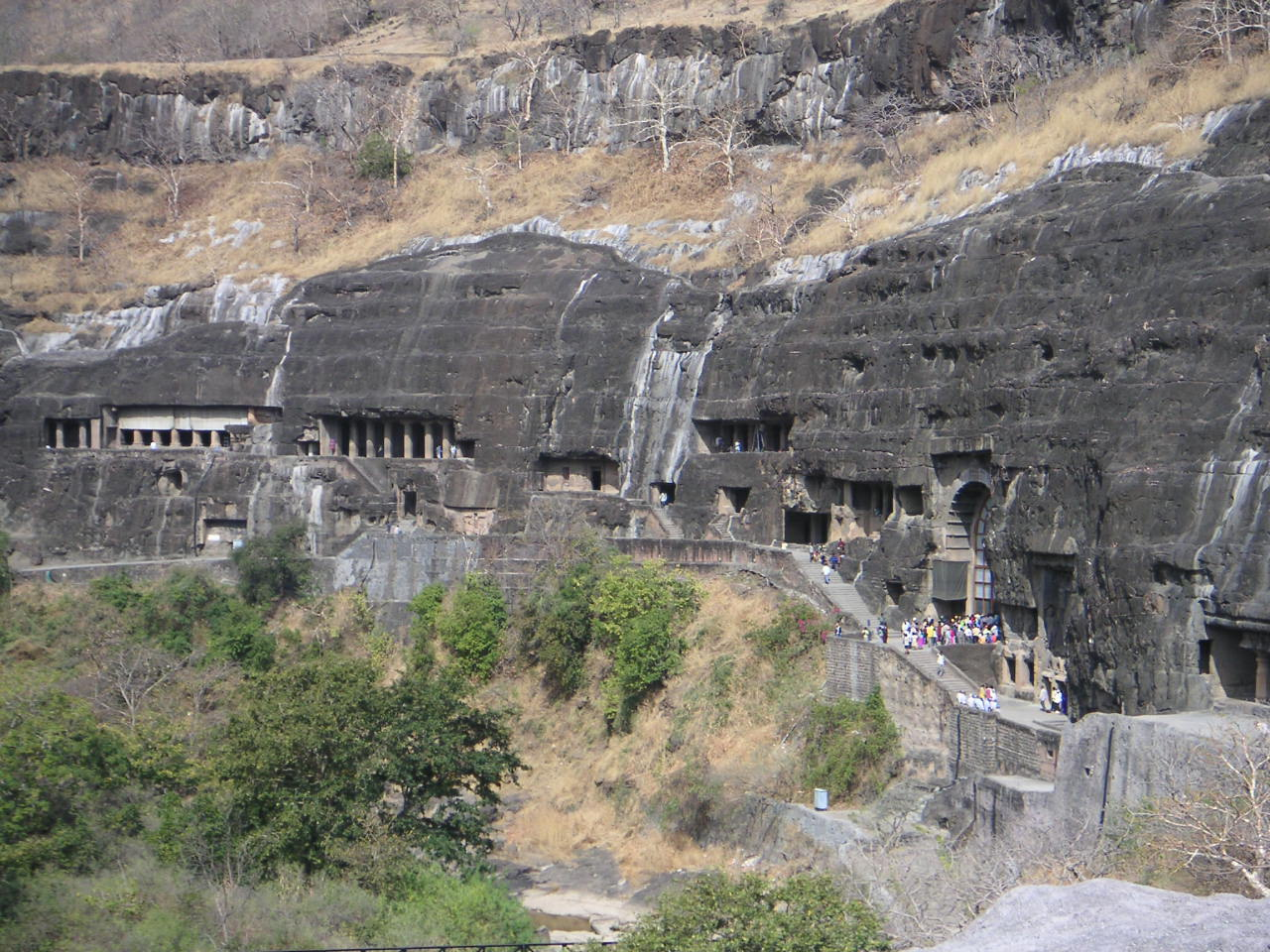
Vista exterior de les coves excavades a la roca d'Ajanta, Maharashtra, Índia

Les pintures de les coves d'Ajanta reafirmen la idea que el cotó era un material importat en la cultura i que es produïa en aquella regió. En aquestes pintures hi trobem representacions d'una gran varietat de tèxtils amb dissenys i esquemes de color i fins i tot una dona fent cotó. A índia, el budisme estava històricament relacionat amb la indústria del cotó. Alguns d'aquests teixits es van trobar al port de Berenice, a Egipte, a Xinjiang (Karadong) i a Baschu (Kashgar).

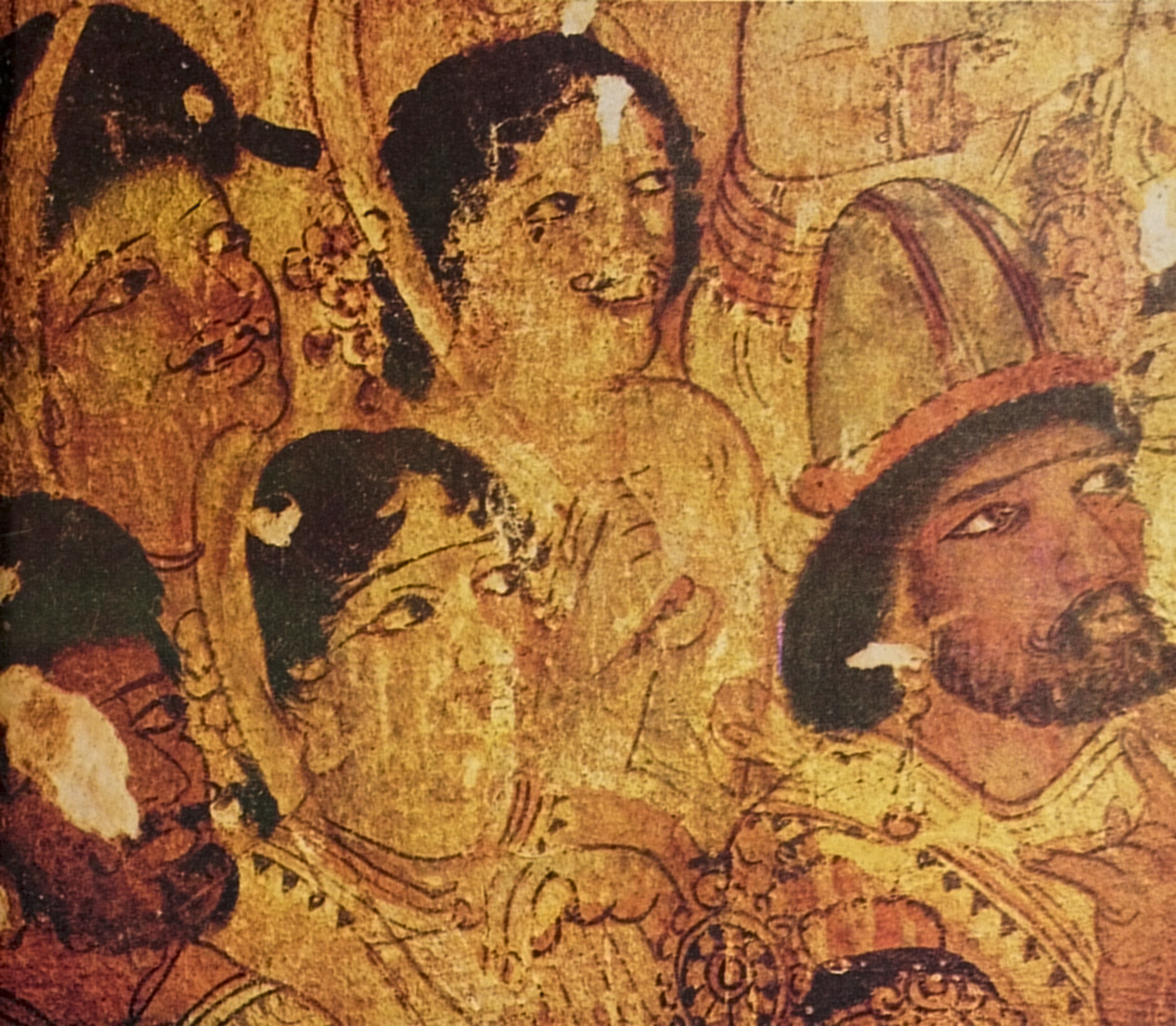
Estrangers representats en les pintures murals de les coves d'Ajanta.

Probablement els beneficis extrets de la venda de cotó es dedicaven al manteniment de les coves budistes. Les inscripcions trobades a Ajanta demostren que els patrons del segle v eren terratinents poderosos de la dinastia o elit Vakataka, com per exemple el rei Harishena. Els monestirs excavats a la roca tenien grans dimensions. A l'entrada de la façana d'Ajanta hi trobem dos dvarapala abocant grans quantitats de monedes d'una bossa (cova 26), representant la riquesa econòmica dels patrons locals. S'hi va trobar una moneda d'or que pertanyia a Teodosi II.
A Xina, les coves budistes de Xumishan a Guyuan Ningxia també s'hi han trobat monedes de Teodosi II, la qual cosa suggereix que es va produir un intercanvi econòmic entre terres llunyanes.

### El culte a Astamahabhaya Avalokitesvara, seglesv-vii

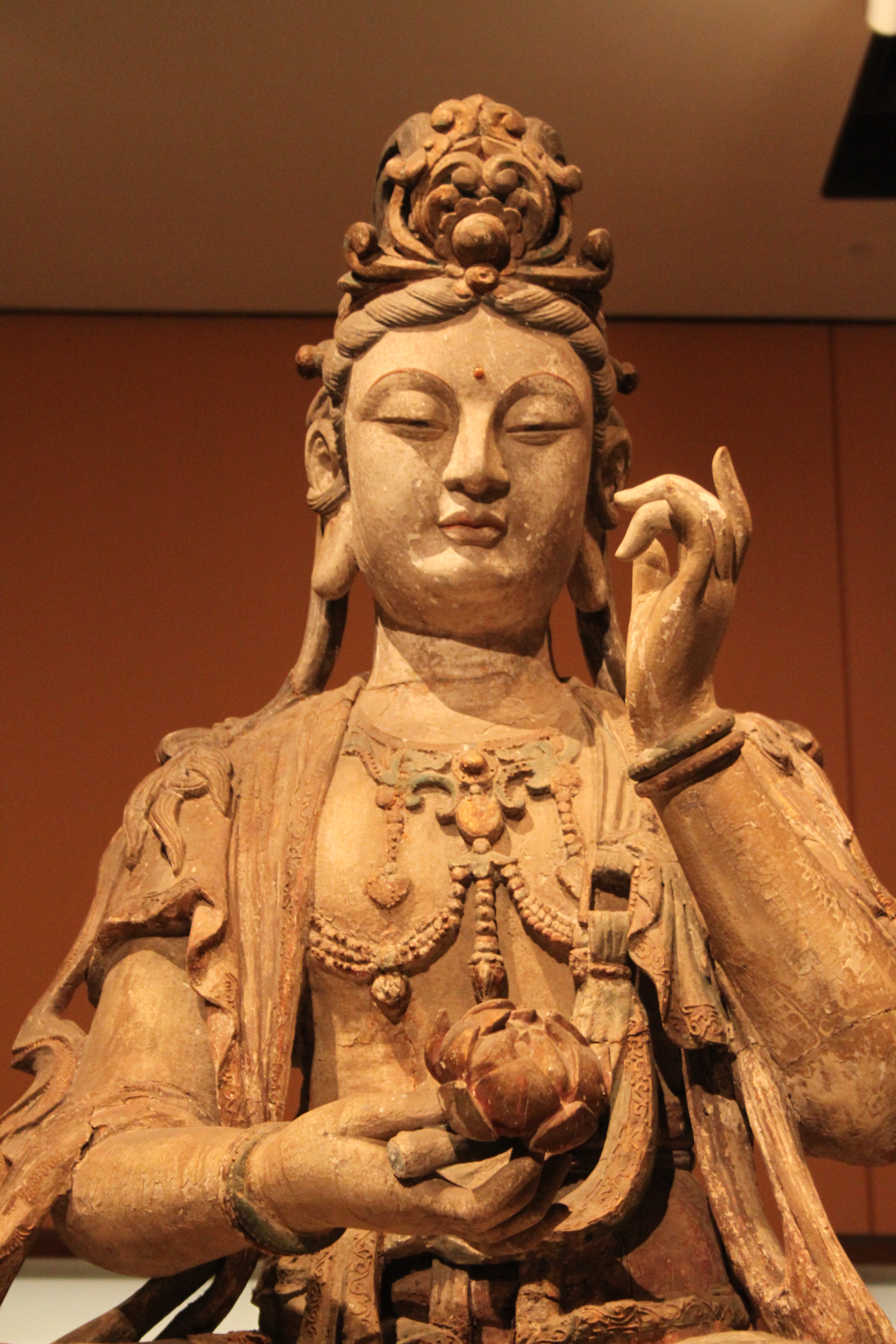
Escultura del Boddhisattva Avalokitesvara.

La difusió d'aquestes imatges és una evidència de la connexió entre la ruta de la seda i la ruta del cotó. Les imatges d'Avalokitesvara salvant devots es troben només a l'altiplà Dècan i al vall de Gandhara. Les accions d'aquest boddhisattva es troben reunides en el Saddharmapundarika sutra. Molts monjos xinesos viatjaven a Índia, els més coneguts són Fa Xian i Xuan Zang i han deixat escrits. Els monjos viatjaven amb comerciants d'Índia a Xina a través d'Afganistan, difonent icones de l'Astamahabhaya, ja que protegia als comerciants i viatgers. Pel que fa als comerciants d'Àsia Central destaquen els sogdians (venien tèxtils i seda entre el segle iv i vi i van establir relacions amb l'Imperi Romà d'Orient) que van afavorir la difusió del budisme.

## Influència de la iconografia de l'Est a Occident

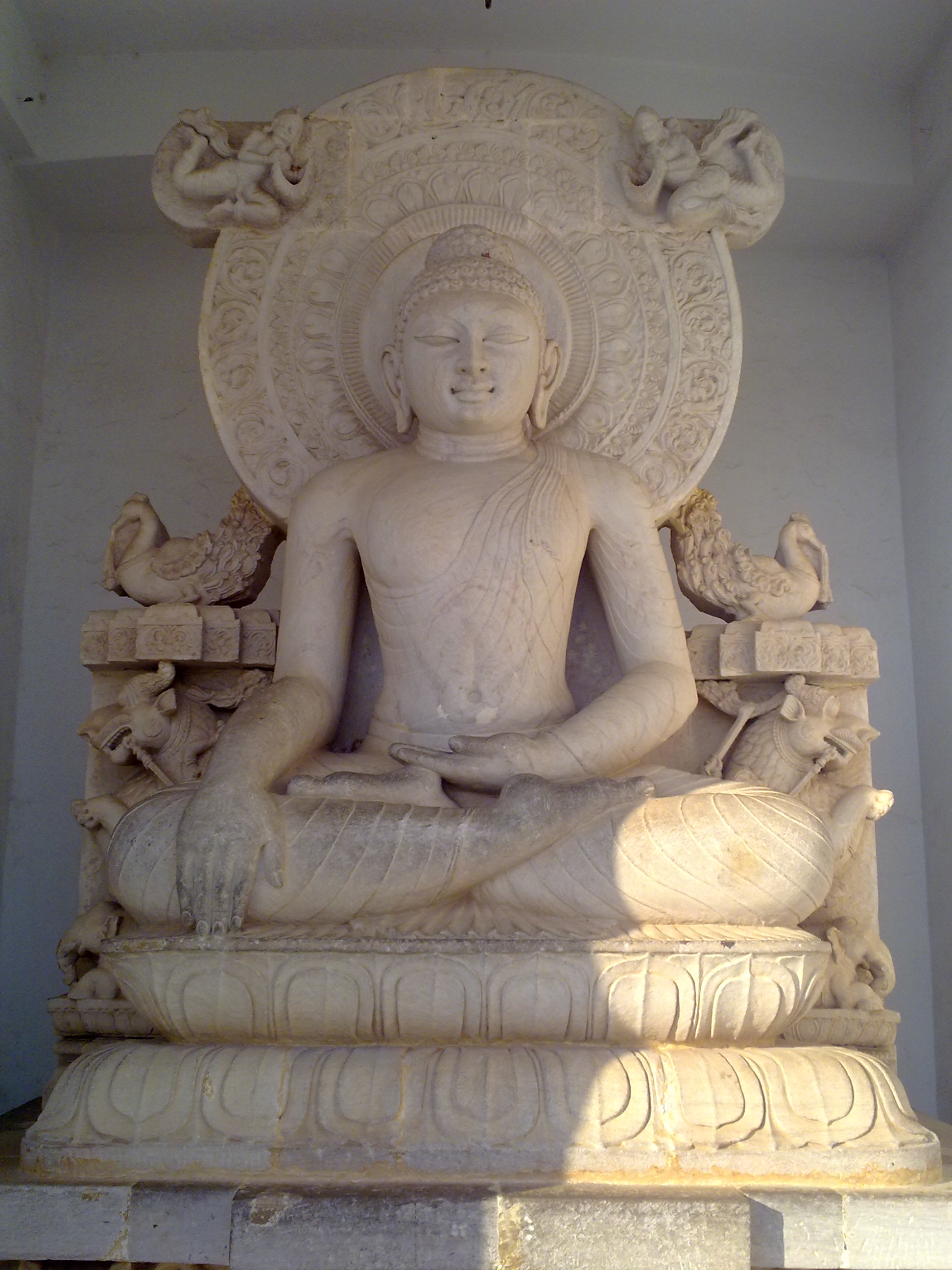
Buddha de l'stupa de Dhauli Shanti, al nord d'Índia observem la presència de l'aurèola de grans dimensions al voltant de la figura.

Alguns elements de la iconografia occidental van ser originaris de l'Est i van arribar a través d'aquestes rutes. Per exemple, l'aurèola que porten els sants de l'art cristià va aparèixer durant el segle v, però segles abans ja apareixen representacions en l'art no cristià, com és el cas de representacions perses de reis i Déus, també apareix en monedes dels reis de l'imperi Kuixan: els reis Kanishka, Huvishka i Vasudeva; i en representacions de Buddha en l'art Greco-Budista del segle i.
Un altre símbol procedent de Xina són els tres conills corrent dins d'un motiu circular, utilitzat com un ornament arquitectònic, un símbol religiós i present també en joieria i decoracions. Procedeix de la dinastia Sui de Xina, i es troba especialment en esglésies occidentals.

## Influència del budisme a Xina en l'art
En l'àmbit territorial de la Ruta de la Seda el budisme més popular va ser el Maitreia, com a via per a arribar al Nirvana. El budisme es va establir en les vies terrestres de la Ruta de la Seda que corresponen a les regions de Turkmenistan, Uzbekistan, Tayistan, Afganistan, Pakistan i Xina. No era un fet previsible que el budisme s'assentés a Xina, com que molts dels seus aspectes no eren fàcils de conciliar amb les normes que n'havien determinat la imatge del món i els ritus. Per a la cort probablement devia ser una provocació la retirada de l'individu en un monestir, ja que qüestionava la convivència, el culte als avantpassats i la importància social de la família. També es van construir pagodes que sobrepassaven en altura els palaus imperials i en limitaven la posició de «Fill del Cel». Pel que fa a l'estatuària budista, a Xina no hi havien equivalents profans. També els devia ser estranya la incineració dels cadàvers i el culte a les relíquies que es produïa en aquest context funerari, ja que era una demostració de poder l'exhibició pública de parts del cos.
Vinguts de la tradició confuciana, tal com deixa escrit el poeta Han Yu en un manifest dirigit a l'emperador l'any 819, per a frenar l'entusiasme d'aquest cap a un suposat os del dit de Buda: «pel seu llinatge, Buda no era més que un bàrbar. La seva llengua es diferenciava del xinès i no utilitzava les paraules que van preescriure els antics reis…». Molts invents que s'atribueixen a la creativitat europea, en realitat són originaris de la Xina, entre ells destaquen l'art de la guerra, la nàutica i la impremta.

### Monuments de la fe

#### Xina

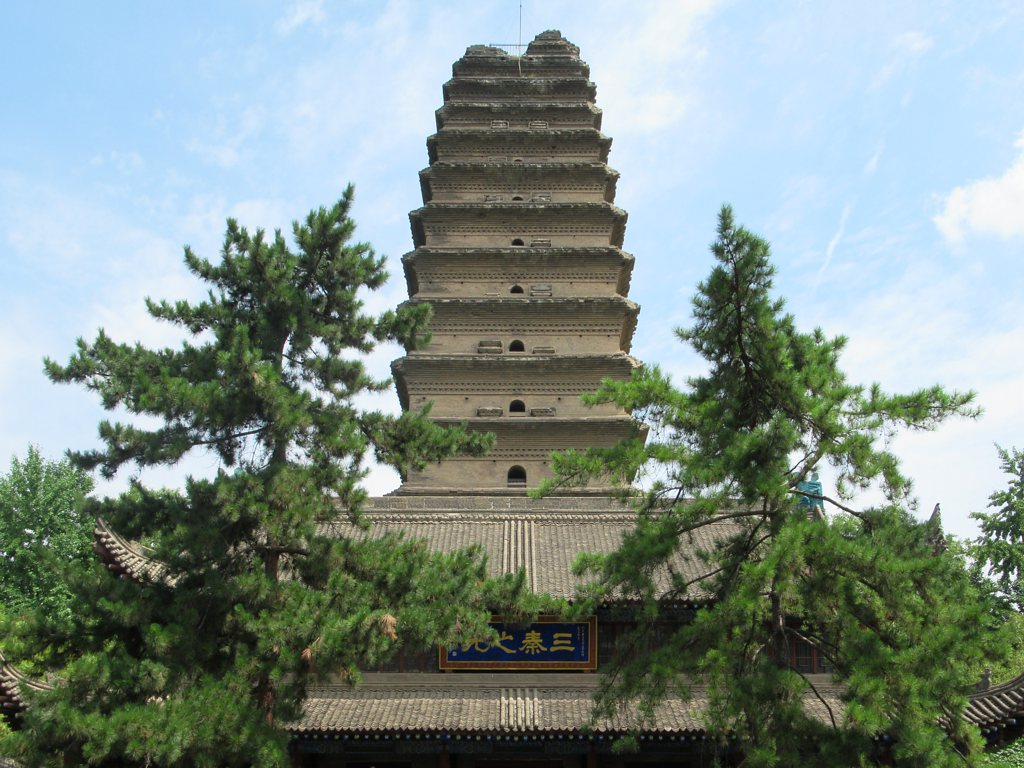
Petita pagoda de Chang'an.

La capital xinesa de Chang'an era una metròpoli on durant la primera meitat del segle viii els visitants quedaven impressionats pels palaus, complexos administratius, mercats i monestirs. Principalment hi destacaven les pagodes que encara es conserven i que es van construir durant la dinastia Tang: la gran i la petita pagoda de les Oques Salvatges. Tenien una funció similar a la d'una stupa com les que trobem a l'Índia. Els creients no podien accedir a dins dels edificis, on s'hi guardaven les relíquies (suposadament eren un os, una dent i cabells de Buda) i objectes com per exemple, escrits valuosos. Aquests monuments servien per a recordar als fundadors religiosos i eren una mostra de les seves doctrines.
A Xina, hi predomina el budisme Mahayana, se segueixen les tradicions constructives locals que ja existien. S'organitzen de la següent manera:
1. Volta subterrània on s'hi guardaven relíquies i escrits.
2. Bàse i sòcol
3. Cos poligonal amb diversos pisos (el número de pisos varia, en podien tenir fins a 13). Els pisos simbolitzen «l'esfera celestial» i destaquen respecte als edificis que els envolten per l'altura.
4. Tancament amb un espai buit que es podia fer servir per a guardar-hi objectes.

Amb el temps, en la construcció de pagodes es va reemplaçar la fusta per la pedra i maó per a que duressin, de manera que representaven més la perfecció sagrada.
Per exemple, la pagoda del Monestir de Famen, a 100 km de Chang'an es va conservar fins al 1981 i és una prova de la veneració de la religió. En les excavacions es va descobrir un edifici que devia ser un «palau subterrani» del segle ix on s'hi guardava un os del dit de Buda. També hi havia altres tresors dipositats que devien ser ofrenes de l'emperador: objectes d'or, plata, recipients de porcellana de la cort i objectes de cristall (aquests procedents de l'oest asiàtic, que estava dominat per l'islam i fan evident l'interès per la imitació d'articles de luxe d'aquesta regió).

#### Myanmar

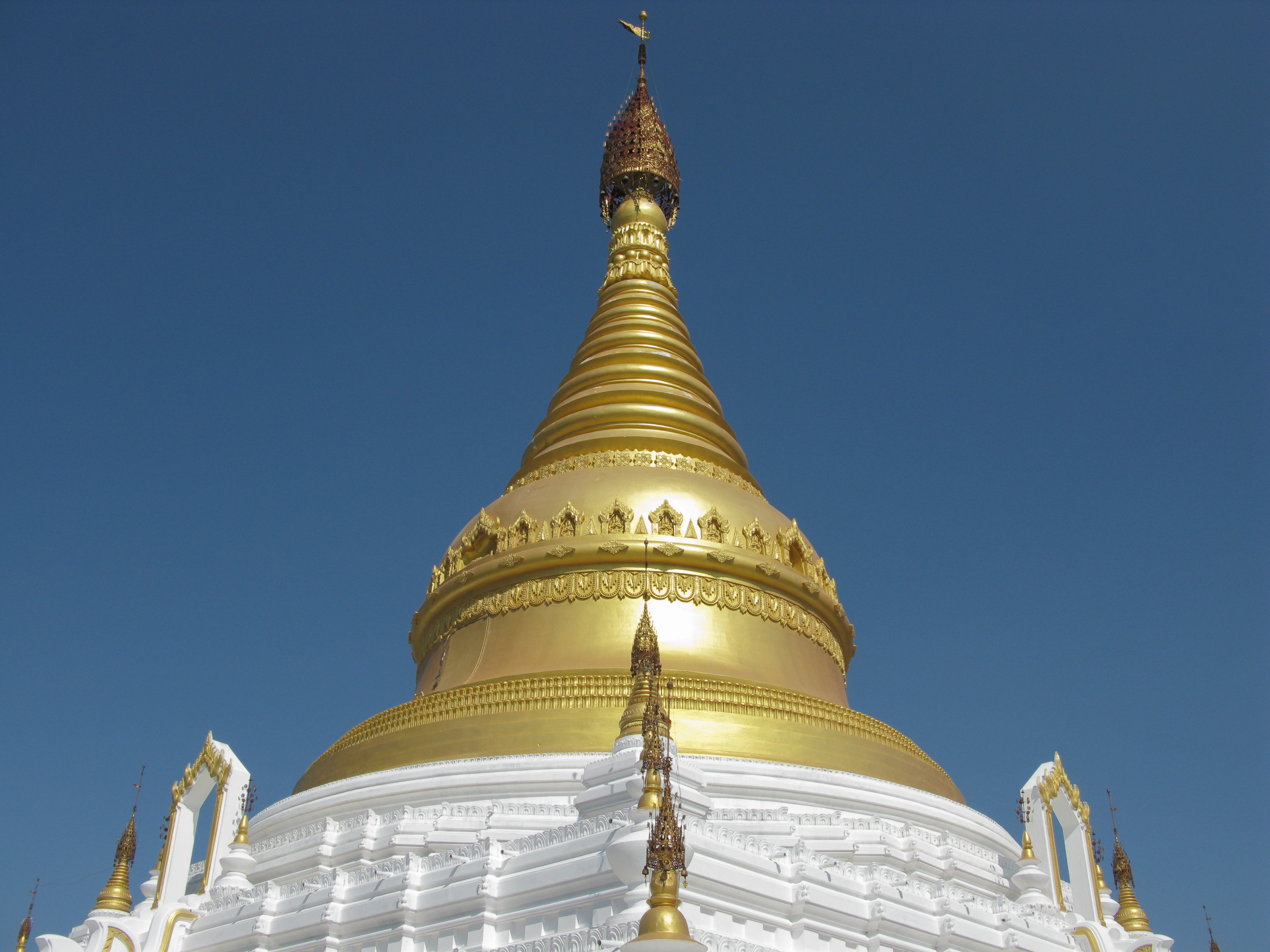
Stupa budista de Myanmar.

A Myanmar en canvi, l'herència del budisme prové de Theravada i és més difícil reconèixer influències indús. L'estructura de l'stupa té tres pisos: un pis baix en forma escalonada que fa referència a la «muntanya del món»; un cos en forma de volta, i una teulada que sol tenir para-sòl, un estandart i «botons» de diamant.

### Escultura i pintura

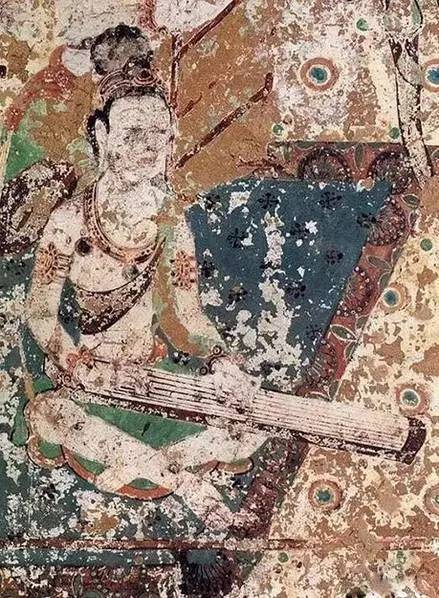
Pintura mural de la cova 220 de Dunhuang

Fins que no es va introduir el budisme a Xina no es van fer escultures monumentals a Dunhuang, Maijishan i Yungang. També va passar molt de temps abans que s'introduís el culte a representacions antropomòrfiques.
A l'índia, en canvi, a Gandhara hi destaca una escola anomenada amb el mateix nom, situada al nord del Pakistan (al voltant de Taxila i Peshawar) i a l'est d'Afghanistan (Bamiyan), on s'hi van produir obres escultòriques de gran qualitat.
Les idees religioses procedents de l'índia es van conservar tot i que la representació estètica va canviar en favor d'influències occidentals i hel·lèniques. Per exemple, en les proporcions de les escultures de Buda, els plecs del vestit, el cabell ondulat, els ulls oberts i la boca perfilada. Això demostra que no només es van rebre influències de l'est sinó que la tradició iconogràfica d'occident va marcar l'Orient.

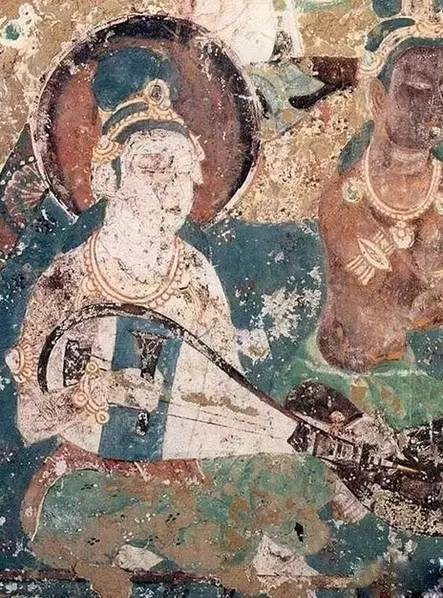
Músic representat en una pintura mural de l'interior de la cova 220 de Dunhuang.

Les coves de Mogao, prop de Dunhuang, a les portes del desert de Takla Makan (declarades el 1987 per la UNESCO Patrimoni Cultural de la Humanitat) consten d'uns 45.000 metres quadrats de superfícies decorades amb motius religiosos i de la vida quotidiana, mostren costums socials i fets històrics, queden emmarcades en un espai temporal de mil anys fins l'arribada dels mongols i la propagació de l'islam. En aquestes pintures hi apareix Buda, boddhisattves, éssers celestials i retrats de donants i reis, també són interessants els personatges que lamenten la marxa de Buda per les seves expressions de dolor, i sobretot per les diferents fisonomies i vestimentes que justifiquen la varietat d'ètnies pròpies del comerç de la Ruta de la Seda. Hi apareixen una àmplia varietat de temes profans com són la caça, música, preparació d'aliments, higiene corporal, etc.
Les coves de Mogao, a Dunhuang, tot i trobar-se a una distància considerable de la població, van ser un dels emplaçaments més destacats i estratègics pel que fa al comerç i a l'exèrcit ja que hi passaven caravanes de viatgers, comerciants, missioners, comerciants, diplomàtics. El complex budista de coves i monestirs era un espai de retir espiritual per la pregària amb relació a la travessia que duien a terme els qui recorrien les rutes. Wang Yuanlu va descobrir 40.000 manuscrits en llenguatges diversos utilitzats pels viatgers i que havien estat guardats en una cova que tenia la funció de biblioteca. Es va trobar per exemple un manuscrit del sutra del Diamant, de l'any 868. D'altra banda, a la plana de Turfan, a 550 km de Duhnuahng existeix el Tarim Basin; un centre d'agricultura i intercanvi cultural i comercial entre sogdians i xinesos d'època Tang. Aquí s'hi troba la ciutat de Gaochang, amb un cementiri que contenia a les tombes rotlles de paper similars als manuscrits del Mar Mort.

### Irrupció de l'Islam i miniatures
Amb l'arribada de l'islam i la seva expansió a través de les rutes es van començar a considerar les representacions de motius antropomorfs i zoomorfs (forma d'animal) com un perill ja que per als seguidors del Profeta Mahoma, els «ídols» atemptaven contra la doctrina de l'islam. Les representacions de Déu, els homes i els animals, sobretot en edificis oficials es van prohibir. Per aquest motiu la cal·ligrafia i altres motius ornamentals van anar guanyant importància en mesquites, madrasses i monuments funeraris.

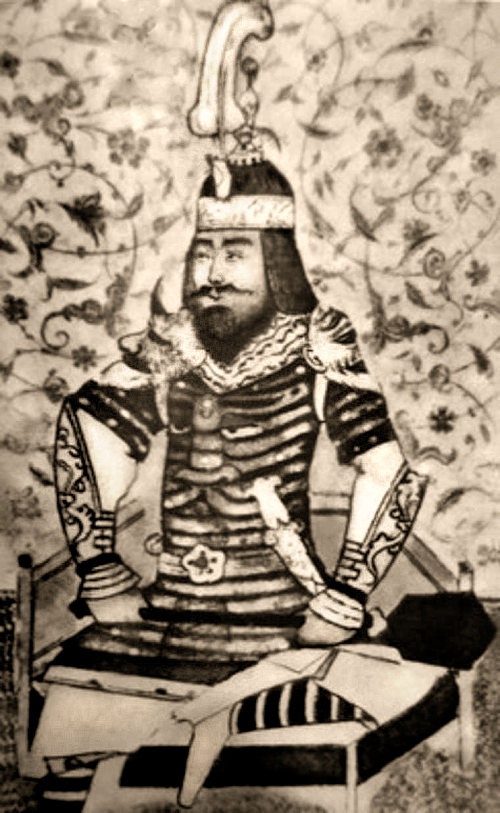
Emperador Tamerlà.

A Bujara i Samarcanda l'arquitectura va florir. Es van crear jocs de llums i ombres, revestiments de rajoles vidriades que destaquessin les cúpules i façanes, sota el regnat de Timur (Tamerlà) es van engegar grans campanyes constructives. La mesquita de Samarcanda o Bibi Chanum, segons una font persa del segle xv, va ser la capital de l'imperi i es van convocar 1399 arquitectes, artesans i artistes «de tots els llocs de la terra».A la biblioteca del palau de Bukhara (segle x) hi havien estances dedicades a la conservació de llibres de diversos gèneres, de manera que no només es va incitar el desenvolupament del coneixement sinó que també es va esperonar l'art.
Pel que fa a la miniatura, el monarca Tamerlà va exigir portar a presoners de les terres conquerides per les seves tropes i en les miniatures i il·lustracions dels llibres, que recullen la influència persa, s'hi sumen influències pictòriques mongoles (com les formes i el color) i xineses.

### Paper i impremta
Amb motiu de propagar les doctrines religioses i els coneixements científics, va ser necessari crear un suport sòlid i barat com és el paper. Fins a l'època Han s'havien fet servir a Xina làmines de bambí i seda, però no podien contenir molta informació. La historiografia suposa que l'eunuc Cai Lun va ser el primer en presentar el procés de fabricació del paper (segle ii) i a finals del segle vii va arribar a l'Índia i després a l'Àsia Central. Des d'aquest moment es van reproduir textos religiosos i calendaris, discussions filosòfiques, enciclopèdies i paper moneda. Amb els mongols es va transmetre a Occident la tècnica de la impremta.

### Altres produccions artístiques
El comerç de la Ruta de la Seda entre orient i occident va començar amb la dinastia Han, que construirà moltes capelles funeràries amb símbols que es mantindran i s’aniran repetint en l’art. La Ruta, amb l’Islam, als segles vi-vii va perdre força i la connexió directa amb la Xina, però molts dels influxos es van mantenir.

#### La porcellana
La fabricació d’artesania estava feta amb materials que ells mateixos desenvolupaven i fabricaven, com és el cas de la porcellana, un tipus de ceràmica que, fins al segle xviii a occident, després de molts intents en la recerca de la formula per fabricar-la van donar amb una composició molt semblant. Una de les millors fàbriques en la fabricació de ceràmica va ser la de Aranjuez. Durant aquest segle a occident, no només s’imiten moltes formes de recipients i les seves decoracions, sinó que en aquests, moltes vegades hi apareixen imatges i escenes de la tradició xinesa. Tot i així, un període abans, al segle xiii, aquesta producció de recipients ceràmics monocromàtics, ja va ser motiu d’influència per al Japó, que la va adoptar ràpidament i també per al islam (durant el segle vi, el gran moment de la ceràmica i la porcellana que va impactar a occident) que directament copia les formes, les decoracions i els colors.
Un exemple d’aquesta imitació el trobem amb els gerros de ceràmica blancs i blaus que es van realitzar per primer cop a la Xina durant la dinastia Yuan (1279-1368), però al segle xv amb la gran demanda d’aquesta porcellana a l’Àsia islàmica i a l’Orient Mitjà, la majoria d’aquestes peces de manufactura xinesa, es van fer específicament per a exportar, amb una idea de negoci i no tant com una fabricació local i de posterior intercanvi inesperat. Amb aquest mercat, els forns xinesos van començar a innovar per als seus clients islàmics. La gerra de porcellana xinesa, es pot comparar amb els gerros d’època timúrida, els quals tenen les mateixes formes, i es pensa que els originals eren els que provenien de la cultura àrab, però amb aspectes interessants com la nansa que, algunes, presenten motius figurats amb éssers com el drac, que realment, en origen, és un disseny tradicional xinès.

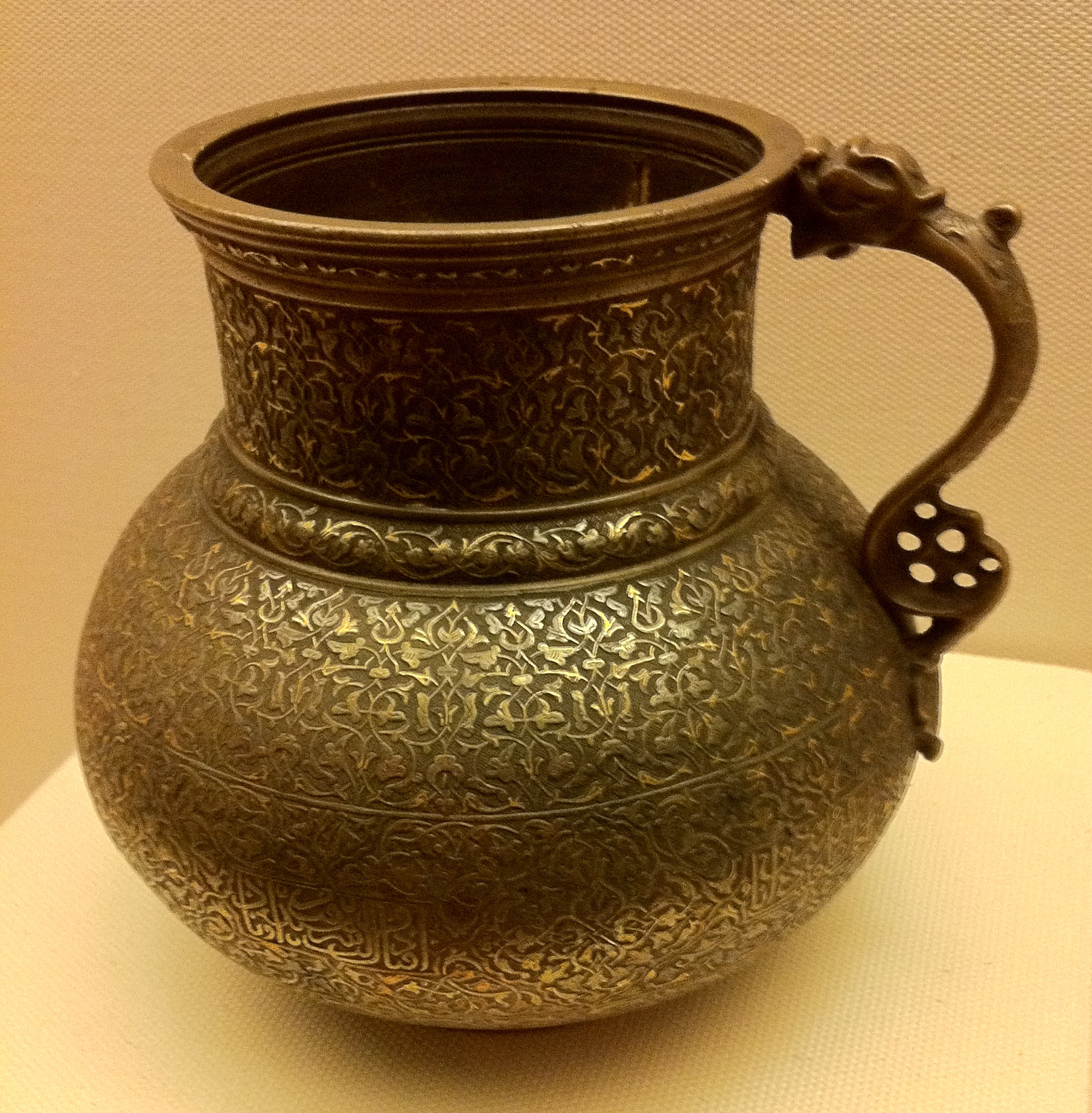
Gerro amb nansa en forma de drac de Habibullah ibn Ali Baharjani

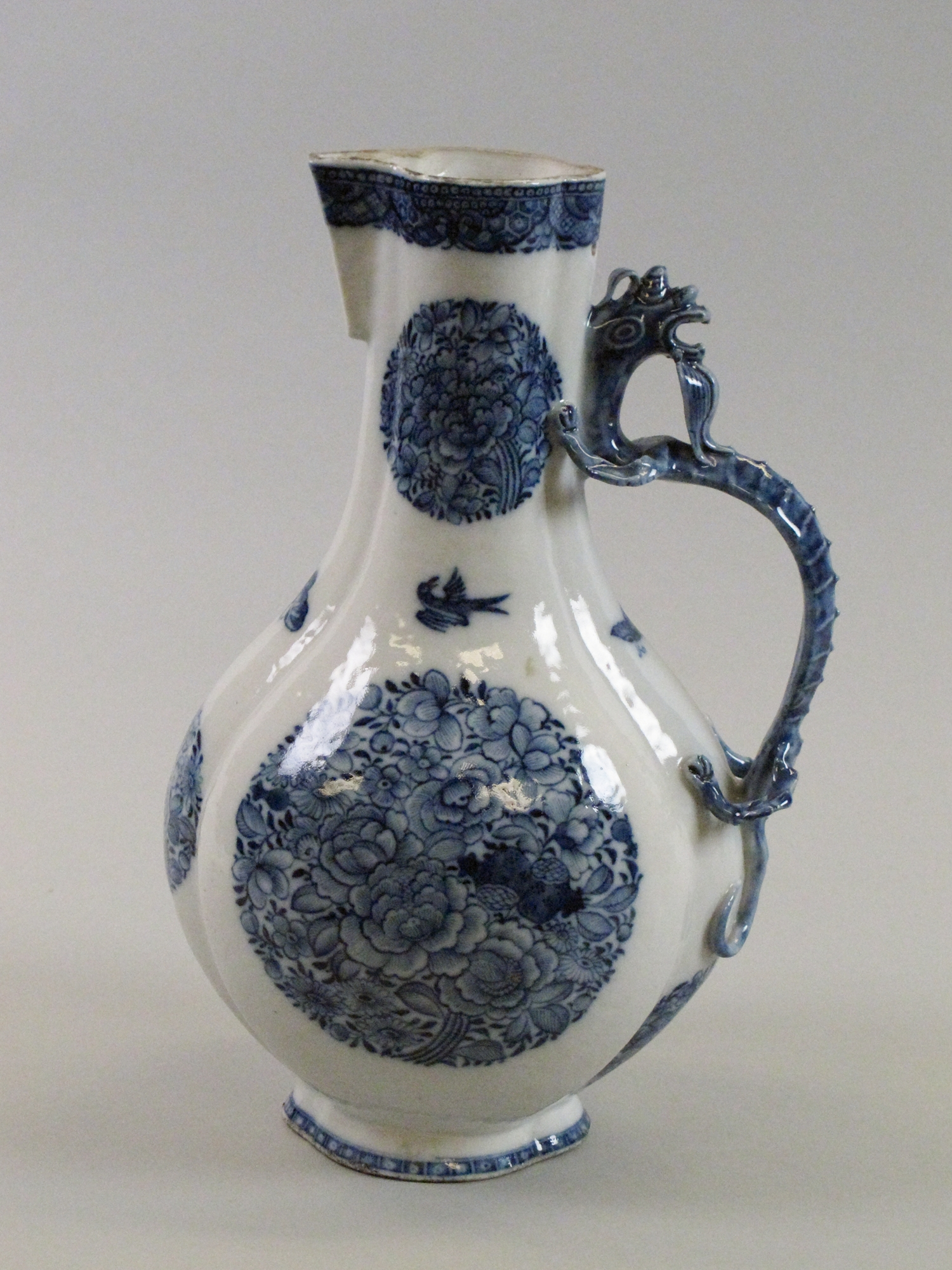
Gerro de porcellana xinesa, amb la tradicional decoració blanca i blava.

Ja en els segles xvi i xvii els comerciants holandesos van fer d’intermediaris entre la Xina, l’Orient Mitjà i els mercats d’exportació estrangers. De la mateixa manera que es van exportar peces de la Xina a la cultura islàmica, els iranians hi van veure negoci, però amb la diferència de que ells es van crear les seves pròpies reproduccions i l’aspecte de les peces era diferent perquè com no tenien l'argila de caolí ni coneixien les temperatures ni els temps de cocció dels forns, van haver de buscar una altra fórmula, que va consistir en substituir la porcellana xinesa per la llosa, una ceràmica de gres semblant a l’original, però el resultat era força semblant, els colors van ser els mateixos i pels motius, també van imitar als originals, amb una intenció de fer passar per xineses les seves gerres, tot i que també consta que no totes les gerres es van fabricar per falsificar-les, perquè moltes anaven signades amb noms dels artesans iranians, la qual cosa deixa clar que hi havia com a mínim algun tipus de mercat local.

#### Les pagodes

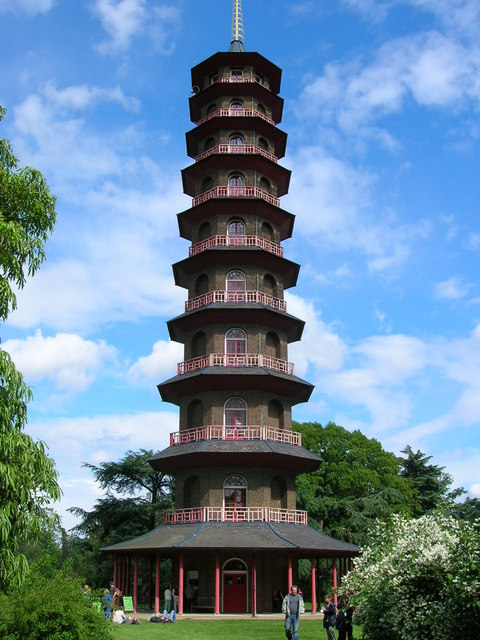
Pagoda de Kew Gardens a Londres, dissenyada per William Chambers

A les tradicions orientals, el principi que regeix és el de l’estabilitat, i trobem un art constant que serà freqüent a molts altres països per on passarà la Ruta. Un dels països que es veurà més influenciat serà el Japó que durant la dinastia Tang anirà incorporant molts elements que venen de la cultura xinesa i, per tant, amb aspectes budistes. Hi ha molta vinculació de la religió amb la natura i es veuen moltes representacions, com per exemple a les muntanyes en les que queda insert al paisatge la petjada budista. És el cas del període Asuka, al Japó en el que el budisme s’incorpora de ple i es produeix un impacte molt gran, tant a nivell religiós com a nivell artístic. Posteriorment, durant el període Nara es construeixen moltes pagodes, unes figures arquitectòniques d’origen xinès i que es popularitzaran arreu del món, a més a més, adoptant funcions diverses, ja que amb l’expansió de l’islam, es dona el cas de mesquites amb la forma de pagoda, o durant el segle xviii a occident, amb estils com el rococó i les construccions de palaus francesos i anglesos, amb jardins i petits templets en aquests per al gaudi de la natura també es troben alguns amb formes de tipus pagoda, un dels més particulars es troba al Jardí del Príncep a Aranjuez, Espanya i a Londres, l’arquitecte William Chambers va construir la pagoda de Kew gardens, de deu pisos.

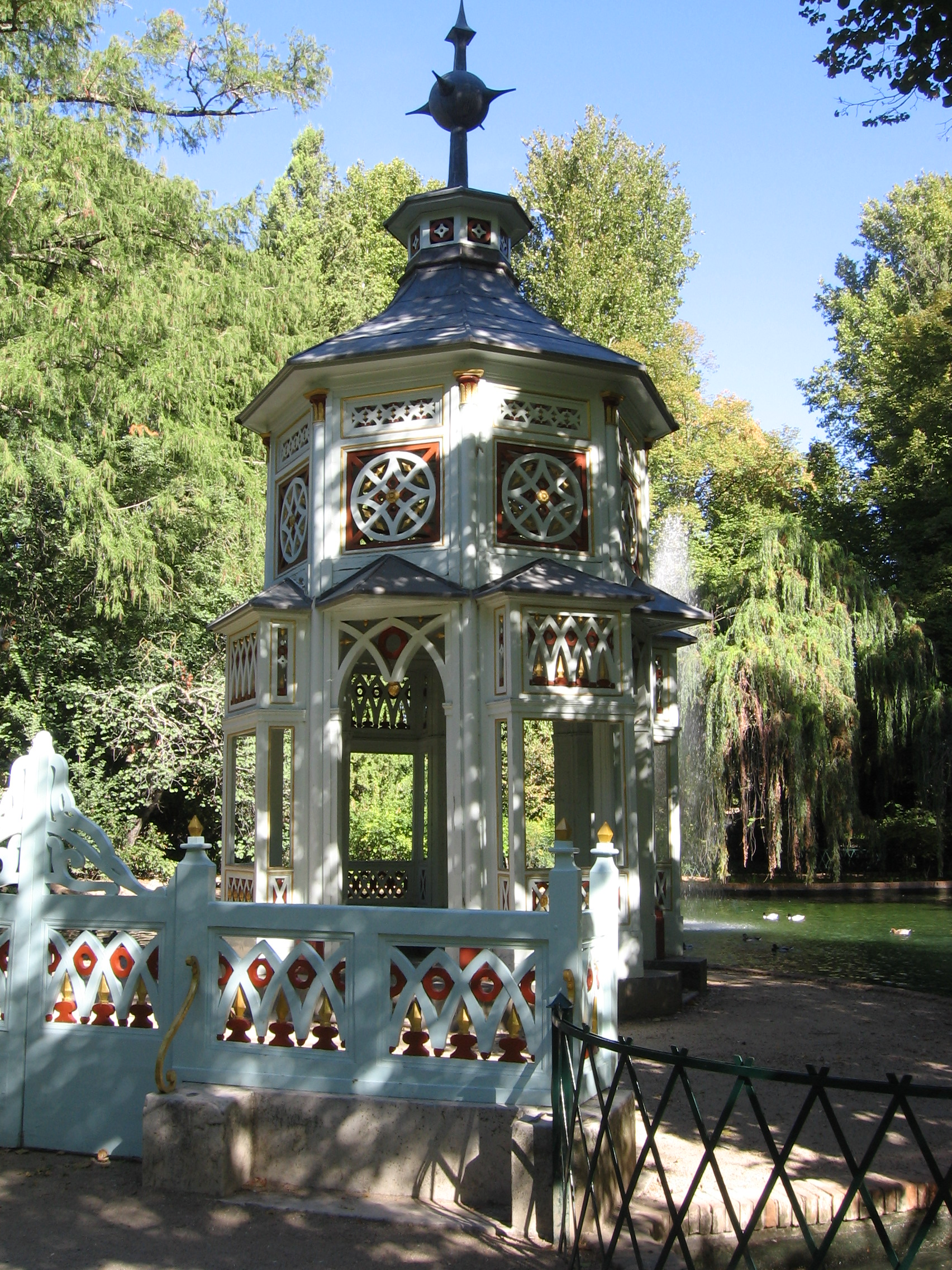
Estructura arquitectònica de tipus temple que imita les formes xineses de la pagoda. Jardí del Príncep a Aranjuez

#### El paper i la xilografia
Un altre dels materials que ells mateixos van produir i que va tenir un ressò a tota la resta del món va ser el paper i al voltant del qual apareix la xilografia. Aquesta tècnica, sorgeix durant la dinastia Song a la Xina, i es popularitzarà el gravat sobre fusta amb el que es faran impressions, sobre teixits de seda o paper, amb tinta. La xilografia es filtrarà de forma molt notable a occident, juntament amb l’arribada del paper.

#### Importacions artístiques: la tècnica del cloisonné

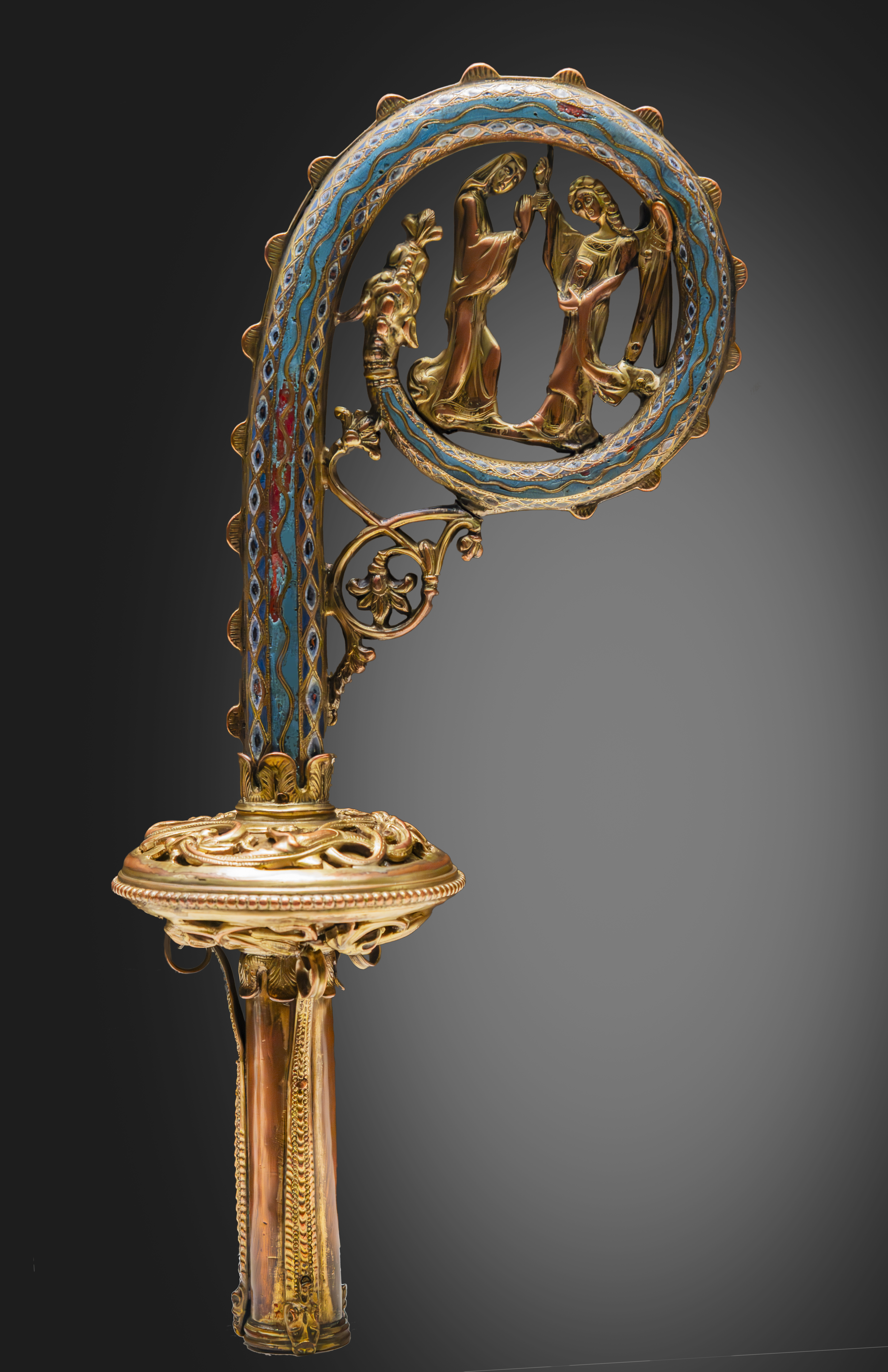
Bàcul amb la tècnica de l'esmalt de Llemotges, França

A través de la Ruta de la Seda, no només s’expandeix el budisme i les tradicions artístiques xineses, sinó que aquesta també adopta tècniques d'altres territoris. És el cas de la tècnica del cloisonné, que ve de l'Imperi Romà d'Orient i serà molt popular a França, en concret a Llemotges durant els segles xii i xiii. Un exemple de l’adopció d’aquesta producció vidriada van ser els cremadors d’encens, amb formes diverses, estèticament molt semblants a les arquetes i els bàculs de l’Edat Mitjana a occident.

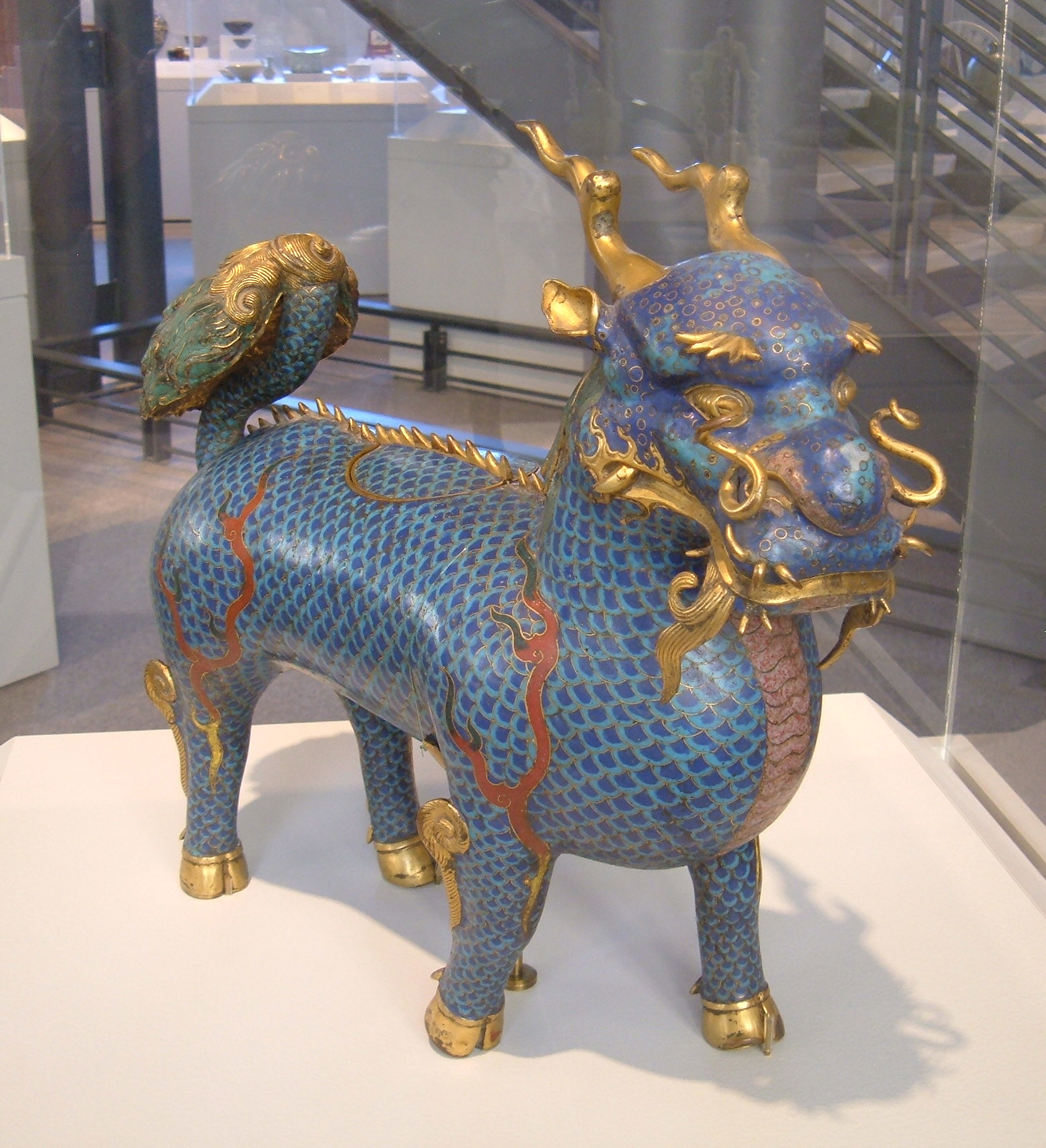
Encenser xinès dels segles - amb forma de Qilin, fet amb la tècnica del cloisonné

#### Altres evidències
A més a més, s’han trobat fragments de teixits fins de seda que reflecteixen el comerç d’aquesta ruta a llargues distàncies ja des del segle iii i principis del iv a Khotan. Altres evidències que es van trobar a prop van ser monedes dels governants indo-escites (Saka) i Kushan i també un manuscrit incomplert d’una versió gandhari del Dharmapada. Aquests objectes són interessants perquè alhora que transmeten religió i consten una font d’informació, també són reveladors de les pràctiques artístiques. Hi ha altres objectes importats a Khotan des del nord-oest del subcontinent indi, com petites escultures de pedra de Gandhara i figures modelades amb terracota. Això va suposar el comerç a llarga distància d’objectes budistes de gran valor, com els anteriorment mencionats i sumat d'altres que podrien ser petites stupa i possiblement hi hauria algun tràfic de relíquies. Amb el pas del temps, tot plegat va crear unes connexions entre les comunitats budistes Khotan i Gilgit. Kohan va ser un punt important, perquè va ser centre comercial i religiós del sud-oest de la vall de Tarim i també va ser un punt de trobada i connexió entre la Xina, l’Índia, l’oest d’Àsia Central i Iran.

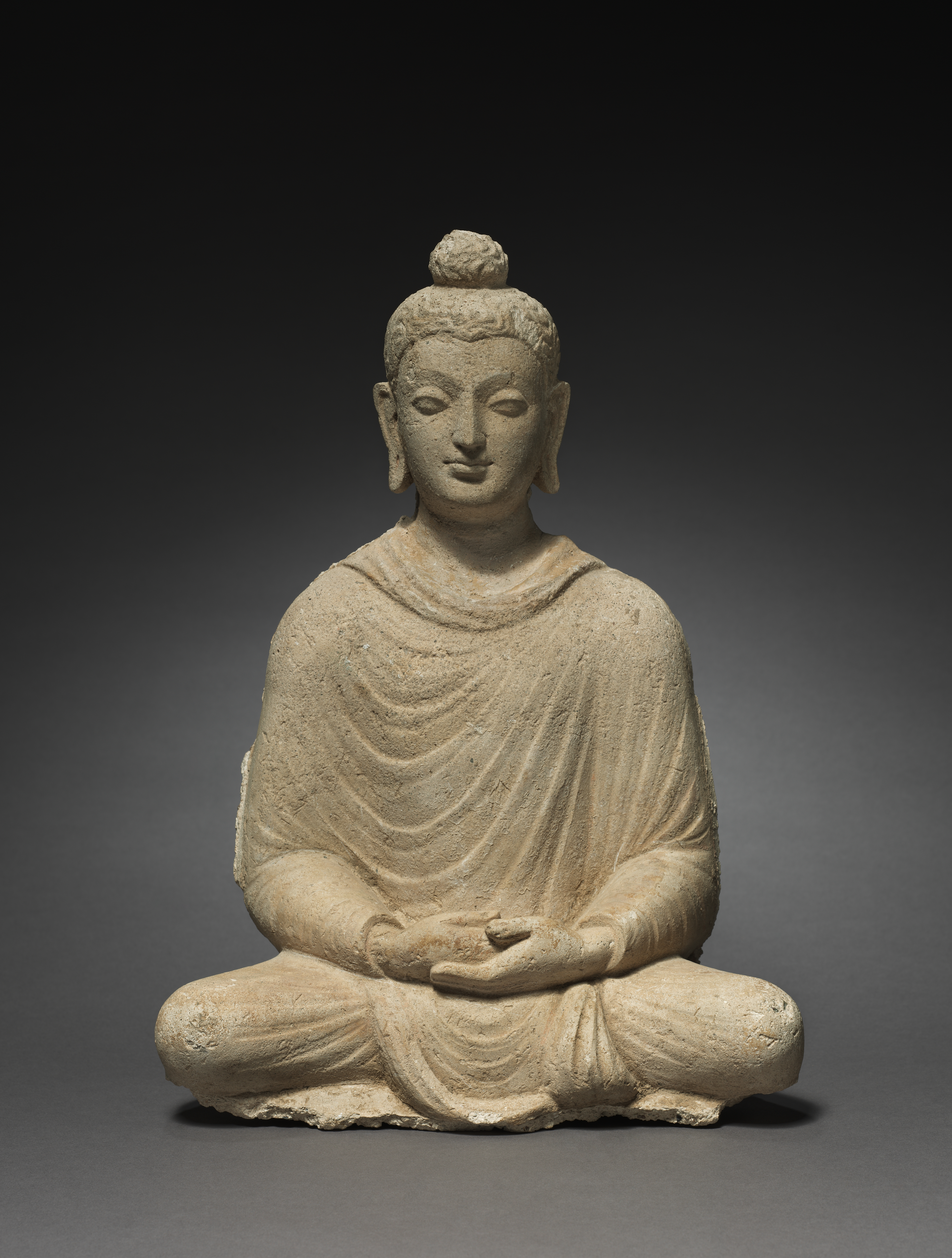
Buda assegut de Gandhara (finals del període Kushan)

El regne de Shanshan va sorgir al sud de la Ruta de la Seda, entre Niya i Loulan, fins al segle iv dC. i es va beneficiar del comerç entre la Xina i l’est de l'Àsia Central. Com l’economia va funcionar bé, les comunitats budistes es van permetre construir stupes i monestirs. Les escultures budistes de Miran i Khotan tenen unes característiques molt semblants a les tradicions artístiques de Gandhara, Swat i Cachemira al nord-oest del subcontinent indi com són el gust per la representació dels plecs i els draps de la roba, els rostres i els pentinats.

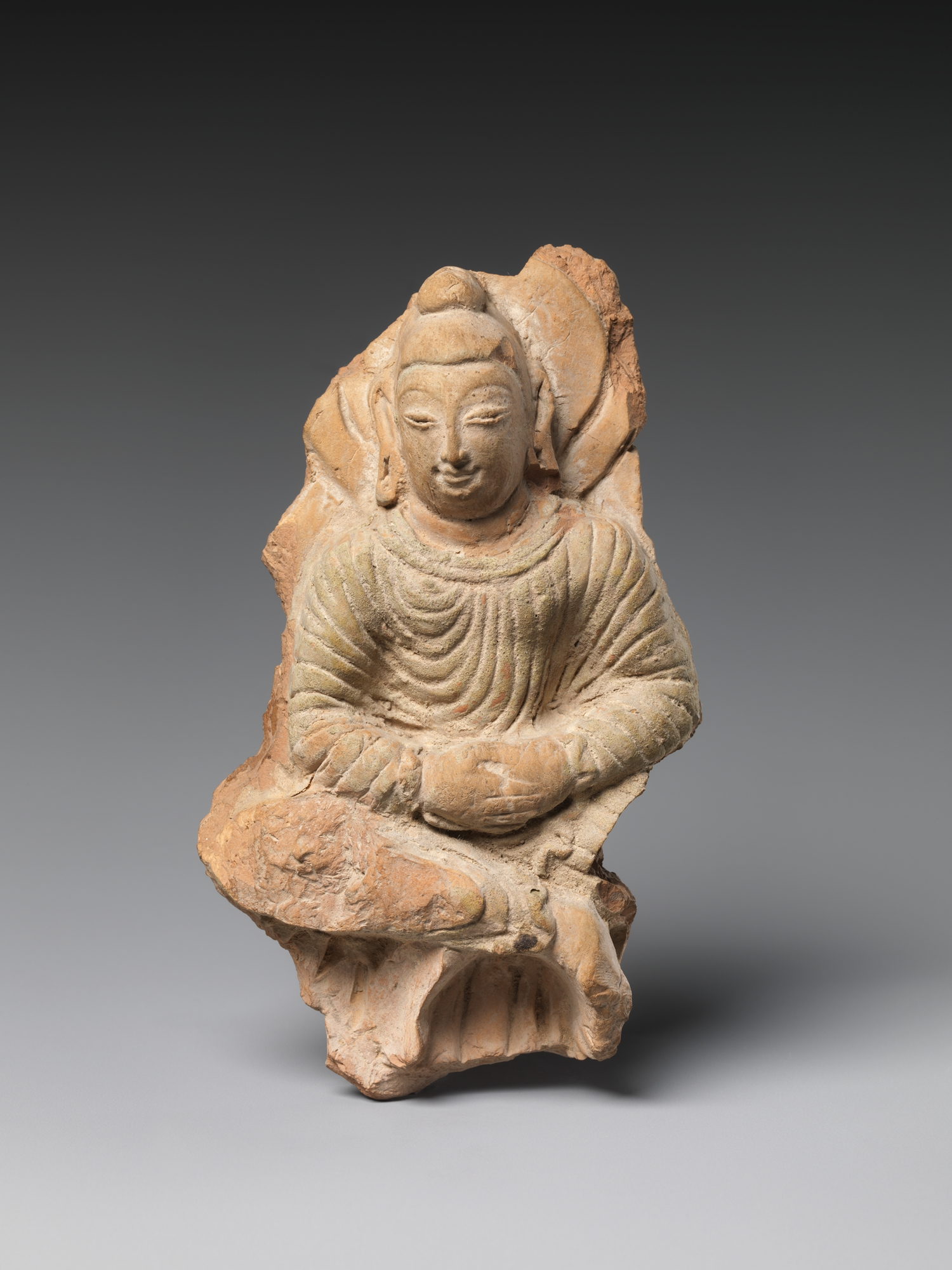
Buda assegut de Khotan, Xina (segles -)

Pel que fa a la dimensió pictòrica, les pintures murals de Miran mostren clarament unes relacions amb l’art de l’oest de l’Àsia Central i del nord-oest de l’Índia. Per contra, la majoria dels jaciments arqueològics d’importància de la ruta nord estan situats al voltant de Kucha i de l'oasi de Turfan, on les pintures murals a les coves-monestirs, l’arquitectura de les stupes i altres evidències de voltants dels segles iii i vii dC dels jaciments a prop de Kucha, mostren més afinitats estilístiques amb el nord-oest del subcontinent indi, l’oest de l’Àsia Central i Iran que no pas amb la Xina. D’altra banda, els jaciments situats més a l’est, al llarg de la ruta nord, que corresponen a unes dates més avançades, cap als segles vii i x dC. si que ens mostren unes característiques molt més xineses i turques. Respecte a les pintures murals de les coves-monestirs d’aquesta zona, es destaquen les de Kyzil, que demostren relacions artístiques entre la part oest de les rutes nord i les tradicions del Swat, Gandhara i la Pèrsia Sassànida.

#### Altres matèries primeres
A la Ruta de la Seda se la va anomenar així per la gran importància que va tenir aquest material, no només per les seves qualitats físiques sinó també pel simbolisme i el que va suposar aquest producte que va arribar a ser tant luxós que va servir com a moneda de canvi i es preferia intercanviar amb aquest material en comptes de fer compres i ventes mitjançant les monedes metàl·liques. La demanda de la seda a la Xina i altres objectes de gran valor com les pedres precioses, entre les quals, les més freqüents van ser el rubí i el lapislàtzuli, i altres provinents de les muntanyes d’Afganistan, Pakistan i Cachemira, van estimular el gran negoci d’aquestes vies comercials. Alguns d’aquests productes es van fer servir per fer donacions i relíquies budistes. Amb el temps, altres materials i objectes van ser molt importants també, però el nom inicial es va mantenir.

## Ciutats al llarg de la ruta de la seda

### Pel continent

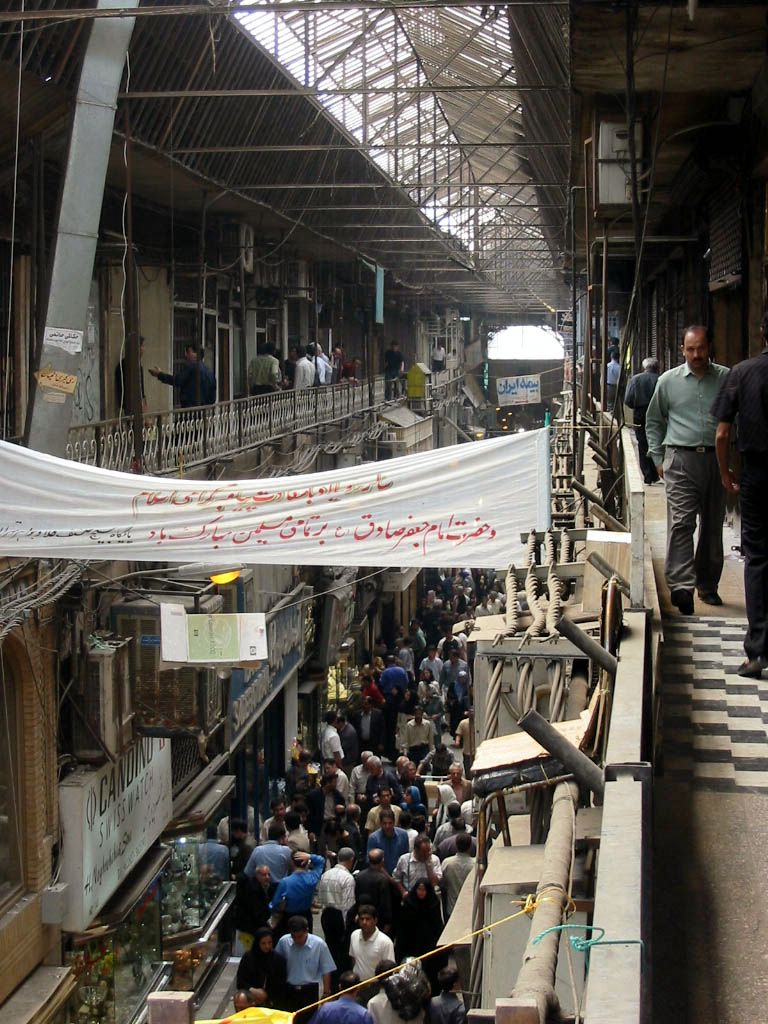
El gran basar de Teheran

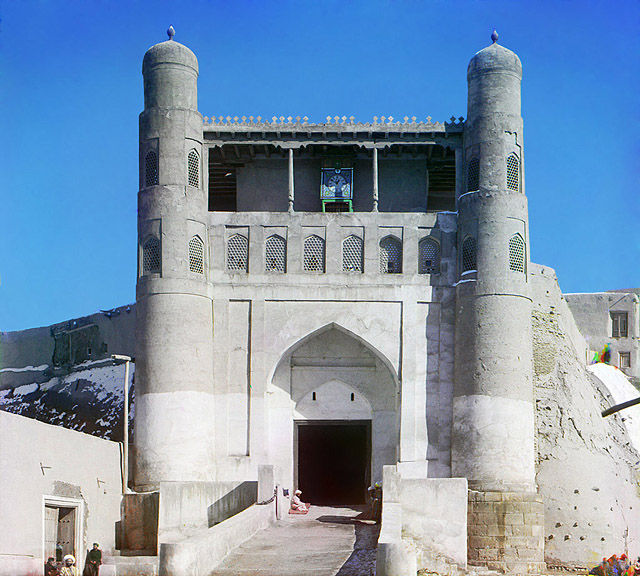
Palau de l'Emir a Bukharà

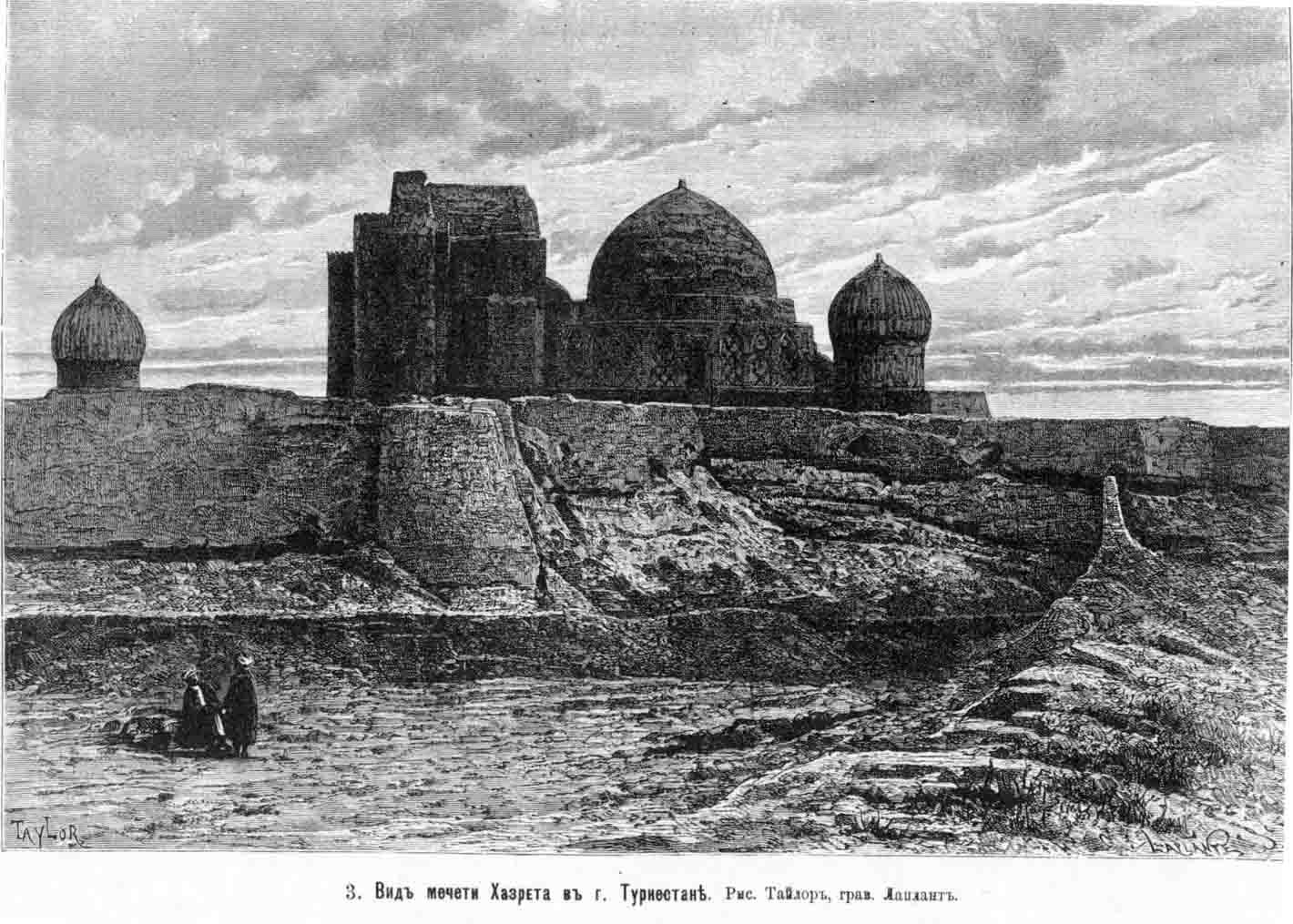
El mausoleu de Khoja Ahmed Yasavi a la ciutat d'Hazrat-e Turkestan. Construït per Tamerlà durant els anys 1390

Des d'Istanbul (Turquia) fins a Mashad (Iran)
- Constantinoble (avui Istanbul), Turquia
- Bursa, Turquia
- Antioquia, Turquia
- Iconi (avui Konya), Turquia
- Antioquia de Cilícia (avui Adana), Turquia
- Alep, Síria
- seguint el riu Eufrates fins a Fallujah
- Ramadi, Iraq
- Fal·luja, Iraq
- Abu Ghraib, Iraq
- Bagdad, Iraq
- Baquba, Iraq
- Dura Europos, Iraq
- Selèucia, Iraq
- Ctesifont, Iraq
- Kermansah, Iran
- Hamadan, Iran
- Teheran, Iran
- Hecatompylos (probablement localitzada prop de Damghan), Iran
- Sabzevar, Iran
- Nixapur, Iran
- Mashad, Iran

Des de Masshad (Iran) fins a Turpan (Xina). Vegeu més avallRuta del nord al llarg del desert Taklamakan:
- Merv (avui Mary), Turkmenistan
- Urganch, Turkmenistan
- Bukharà, Uzbekistan
- Samarcanda, Uzbekistan
- Djizak, Uzbekistan
- Kokand, Uzbekistan
- Taixkent, Uzbekistan
- Shahrisabz, Uzbekistan
- Hazrat-e Turkestan, Kazakhstan
- Ürümchi, Xina

Des de Masshad (Iran) fins a Kaixgar (Xina)
- Herat, Afganistan
- Bamyan, Afghanistan
- Els Budes de Bamyan destruïts pels talibans el 2001
- Bactres, Afghanistan
- Kabul, Afghanistan
- Peshawar, Pakistan
- la carretera del Karakoram
- Ahmedabad, Índia
- Bombai, Índia
- Kaixgar, Xina

Des de Kabul (Afganistan) fins a Debal al mar d'Aràbia (Pakistan)
- Kabul, Afganistan
- Peshawar, Pakistan
- Tàxila, Pakistan
- Multan, Pakistan
- Debal (avui Karachi), Pakistan

La ruta del nord al llarg del desert de Taklamakan des de Kaixgar (Xina) fins a Anxi (Xina)
- Aksu, Xina
- Kudjha, Xina
- Korla, Xina
- Jiaohe, Xina
- Loulan, Xina
- Turfan, Xina
  - les Coves de Bezeklik
- Hami/Kumul, Xina El mausoleu de Khoja Ahmed Yasavi a la ciutat d'Hazrat-e Turkestan. Construït per Tamerlà durant els anys 1390

La ruta del sud al llarg del desert de Taklamakan des de Kaixgar (Xina) fins a Anxi (Xina)
- Hotan, Xina
- Niya, Xina
- Porta de Jade, Xina
- Dunhuang, Xina
  - les coves de Mogao

Des d'Anxi (Xina) fins a Xi'an (Xina)
- Anxi, Xina
- Yumen, Xina
- Corredor de l'Hexi, Xina
  - Jiayuguan
  - Suzhou (avui Jiuquan)
  - Zhangye
  - Liangzhou (avui Wuwei)
  - Xining
  - Haidong
- Lanzhou, Xina
- Chang'an (avui Xi'an), Xina

Corea
- Pyongyang, Corea del Nord
- Seül, Corea del Sud

Japó
- Nara

### Per mar

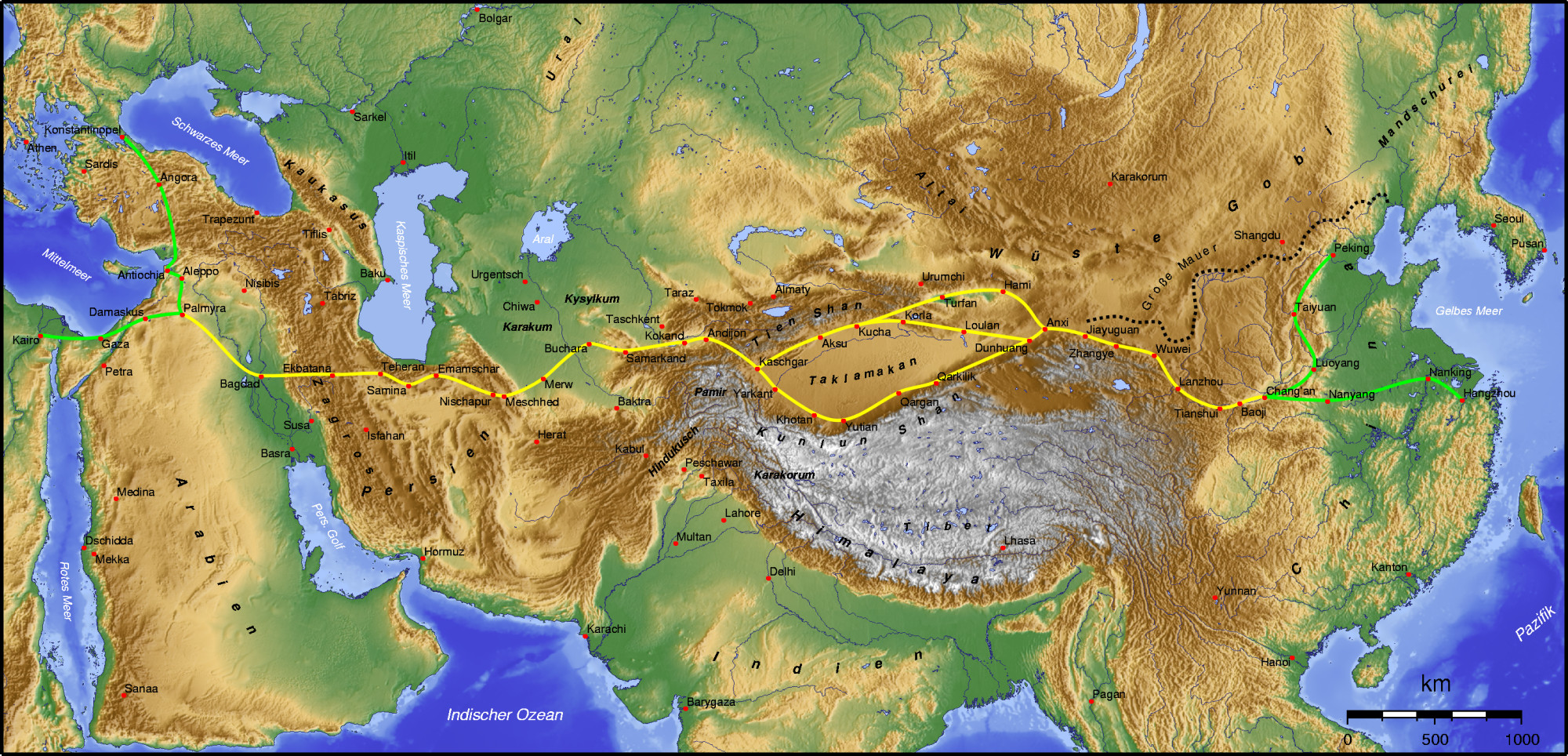
Ruta principal

- Debal (avui Karachi)
- Quanzhou
- Guangzhou
- Colombo
- Goa
- Bombai
- Cochin
- Masulipatnam
- Lothal
- Astracan
- Derbent
- Aden
- Suez
- Ayas
- Venècia Itàlia
- Roma Itàlia

#### Pel sud-est asiàtic
- Kedah
- Langkasuka
- Ligor
- Chi Tu
- Gangga Nagara
- Malaca
- Pan Pan
- Funan
- Vijaya de Txampa
- Txenla
- Imperi Khmer / Kambuja
- Hoi An
- Srivijaya
- Pasai
- Perlak